# كارول ر. فونتين
كارول ر. فونتين (بالإنجليزية: Carole R. Fontaine)‏ هي عالمة الكتاب المقدس أمريكية، ولدت في 1950.